# هوانگبو کوان
هوانگبو کوان (کره‌ای: 황보관؛ زادهٔ ۱ مارس ۱۹۶۵) بازیکن سابق و مربی فوتبال اهل کره جنوبی است.
از باشگاه‌هایی که در آن بازی کرده‌است می‌توان به باشگاه فوتبال اوئیتا ترینیتا و باشگاه فوتبال ججو یونایتد اشاره کرد.
وی همچنین در تیم ملی فوتبال کره جنوبی بازی کرده‌است.